# Bond (groupe)
Pour les articles homonymes, voir Bond.
Bond est un quatuor à cordes britannico-australien, composé de Haylie Ecker, Eos Chater, Tania Davis et de Gay-yee Westerhoff.
Le groupe est révélé grâce à son 1er single Victory, extrait de son 1er opus Born paru en 2000 et classé numéro un dans 21 charts autour du monde.
Le groupe a vendu au moins 4 millions de disques depuis le début de sa carrière, ce qui en fait le quatuor de musique classique le plus vendu de tous les temps,,.

## Le groupe
Il est formé par le producteur anglais Mike Batt, se composant initialement de quatre jeunes femmes : Haylie Ecker (premier violon, de Perth, Australie), Eos Chater (second violon, de Cardiff, Pays de Galles), Tania Davis (alto, de Sydney, Australie), et Gay-Yee Westerhoff (violoncelle, de Hull, Angleterre). En 2008, Haylie Ecker quitte le groupe pour devenir mère. Tania Davis la remplace au pupitre de premier violon, tandis que Elspeth Hanson (alto, de Upper Basildon, Angleterre) intègre et équilibre le groupe.

## Discographie

### Compilations
- Raymond Weil (2001) ;
- Fab Field's Mix (2003).

### Bande originale de film
- Johnny English.

### Simples
- Victory ;
- Wintersun ;
- Viva!/Wintersun ;
- Shine ;
- Fuego ;
- Speed ;
- Atlanta/Time ;
- Viva!/Victory ;
- Explosive/Adagio for Strings ;
- Fly Samba Fly;
- Diablo.

### DVD
- Live at the Royal Albert Hall ;
- Bond: Video Clip Collection.

## Apparitions
- xXx²: The Next Level ;
- Johnny English ;
- Casino Royale.